# Tennis (Special Olympics)

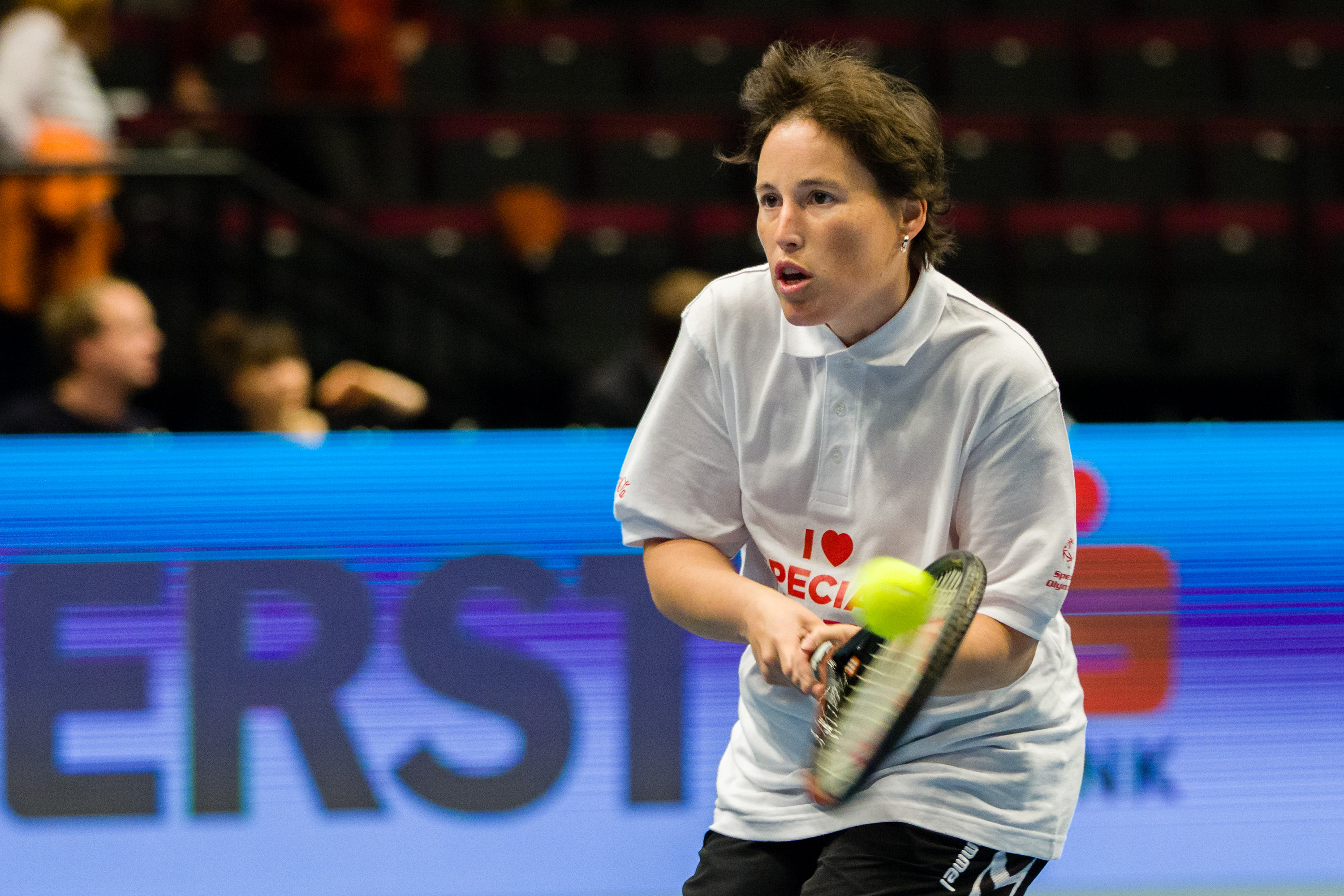
Special Olympics Athletin bei den Erste Bank Open 2016

Tennis (Special Olympics) ist eine Sportart, die auf den Regeln von Tennis beruht und in Wettbewerben und Trainingseinheiten der Organisation Special Olympics weltweit für geistig und mehrfach beeinträchtigte Menschen angeboten wird. Die Sportart ist seit 1987 bei Special Olympics World Games vertreten.

## Allgemeines
Tennis ist eine traditionelle, weltweit beliebte Rückschlagsportart. Je nach Belag des Platzes spricht man von Hartplatz, Sandplatz, Rasen, Teppich und Granulat. Die Geschwindigkeit der Bälle variiert in Abhängigkeit vom Belag.

## Regeln
Es werden die Regeln der International Tennis Federation (ITF) bzw. des Deutschen Tennis Bundes angewendet, soweit sie nicht im Widerspruch zu den offiziellen Special Olympics Sportregeln für Tennis oder zu Artikel 1 der Sportregeln stehen. So können Special Olympics Wettbewerbe nach weltweit gültigen allgemeinen Standards abgehalten werden.

## Besonderheiten bei Special Olympics

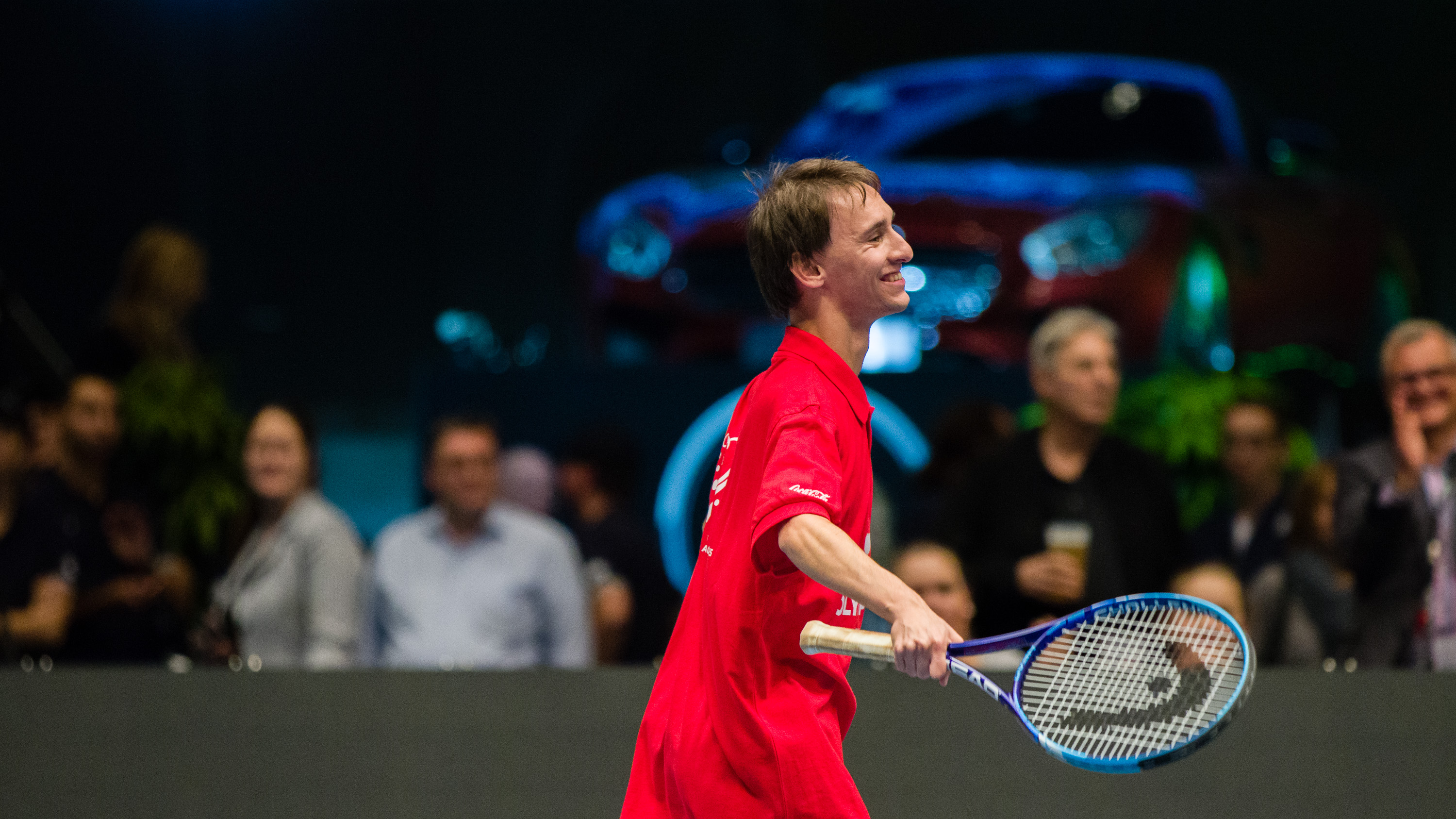
Philipp Stiefmann bei den Erste Bank Open 2016

Das Regelwerk der International Tennis Federation wurde für Special Olympics leicht verändert, um die Länge der Spiele durch kürzere Sets verändern zu können. Außerdem besteht die Möglichkeit, auf kleineren Feldern und mit kompressionsarmen Bällen zu spielen.
Vor den eigentlichen Wettbewerben finden Klassifizierungsrunden statt, damit die Athleten in möglichst leistungshomogene Gruppen eingeteilt werden können. Bei Tennis gibt es sechs Kategorien, Level 1 bis Level 5 und Level >5. Spielformat, Balleigenschaften und Feldmaße variieren in Abhängigkeit vom Level. Die Einstufung erfolgt gemäß der ITN-Nummer (Spielstärke). Klassifiziert wird dann mithilfe des Schweizer Systems.
Eckpunkte des Spielformats sind:
- Ab Level 3.0: Kurzsätze mit Tie-Break (Short Tie-Break-Sets) – zwei Gewinnsätze, letzter Satz im Match-Tie-Break
- Ab Level 6.0: Standardsätze mit Tie-Break (Tie-Break-Sets) – zwei Gewinnsätze mit Tie-Break, letzter Satz Match-Tie-Break
- Die No-Ad-Zählweise (kurz für No-Advantage- bzw. Deciding-Point-Regel) kommt immer zum Einsatz, sodass bei Einstand ein Entscheidungspunkt gespielt wird.
- Die Zählweise bleibt unverändert; anstatt der herkömmlichen Ansagen (15, 30, 40, Spiel) kann allerdings auch mit einfachen Zahlen gezählt werden (1, 2, 3, Spiel).

Sonderregeln gelten für Rollstuhltennis, Blindentennis und Gehörlosentennis, bei interdisziplinären Matches allerdings nur für den betroffenen Athleten. Zum Beispiel: Beim Rollstuhltennis darf der Ball zwei Mal aufkommen (der erste Aufprall muss im 10m-Feld sein).
Unified-Doppel aus Athletinnen und Athleten mit geistiger Beeinträchtigung und Partnerinnen und Partner ohne geistige Beeinträchtigung sind möglich. Blinde, Gehörlose und Rollstuhlfahrer können ebenfalls teilnehmen.

## Wettkämpfe
Angeboten werden
- Skill Tests (Einzelgeschicklichkeitswettbewerbe zur Beurteilung der individuellen Spielstärke zu Beginn eines Wettbewerbs)
- Einzel
- Doppel
- Mixed-Doppel
- Unified-Sports-Doppel
- Unified-Sports-Mixed-Doppel
- Unified Team Tennis

## Erfolgreiche Athletinnen und Athleten (Auswahl)
- Loretta Claiborne, Special Olympics Vereinigte Staaten
- Lily Mills
- Paula Polak, Special Olympics Deutschland
- Sophie Rensmann, Special Olympics Deutschland
- Sophia Schmidt, Special Olympics Deutschland

## Angebot bei Special Olympics World Games
Tennis ist seit 1987 bei den Special Olympics World Games vertreten. Im Jahr 2011 nahmen 23.361 Athleten an Tenniswettbewerben von Special Olympics in 91 Ländern, vorwiegend in Europa und Nordamerika, teil.
Zu den Special Olympics Sommerspielen 2023 wurden 115 Athleten und 35 Unified-Partner erwartet. Die Tenniswettbewerbe fanden auf den Plätzen des Tennis Club SC Brandenburg e. V. direkt neben der Messe Berlin im Bezirk Charlottenburg statt.